# San Miguel (wulkan)
San Miguel (Chaparrastique) – czynny stratowulkan we wschodnim Salwadorze. Jeden z najaktywniejszych w Ameryce Środkowej o wysokości 2130 m n.p.m. Ostatni wybuch odnotowano w roku 2020.
Symetryczny stożek wulkanu, wznoszący się majestatycznie na nadbrzeżną równiną stał się jednym z najbardziej znanych widoków w Salwadorze.
U podnóża wulkanu znajduje się miasto San Miguel.